# Union Cognac Saint-Jean-d'Angély
Ne doit pas être confondu avec Union sportive cognaçaise ou Rugby Athletic Club angérien.
L'Union Cognac Saint-Jean-d'Angély est un club français de rugby à XV basé à Cognac, en Charente et représentant les villes de Cognac et Saint-Jean-d'Angély.
Issu en 2017 de la fusion des clubs de l'US Cognac et du RAC angérien, cette dernière prend fin de facto à l'intersaison 2023, après le départ de l'entité du second et le renommage du nom de l'Union Cognac Saint-Jean-d'Angély en tant qu'US Cognac.

## Historique
Quelques jours après les rumeurs de fusion entre l'US Cognac et le RAC angérien puis l'aval de la Fédération française de rugby, le président du premier club, Lilian Tessendier, officialise la mise en place du projet le 4 avril 2017. L'union des clubs est validée le 22 avril, à l'issue des assemblées générales des deux entités, puis officialisée auprès de la FFR le 8 juillet.
Le nom et le logo de la nouvelle entité, l'Union Cognac Saint-Jean-d'Angély, est dévoilé le 15 juin.
Malgré les fusions, les écoles de rugby de Cognac et de Saint-Jean-d'Angély continuent d'exister sous les couleurs de l'US Cognac et du RAC angérien, en dessous de la catégorie des moins de 14 ans.

### L'ère Christophe Hamacek (2017-2020)
Pour leur saison inauguratrice, l'UCS évolue en Fédérale 1 sous les ordres de Christophe Hamacek.
Pour sa toute première saison 2017-2018, l'UCS termine premier de la poule 2 (en Jean Prat) mais se fait sortir par le CS Vienne cinquième de la poule 4 en huitième de finale.
Pour la saison 2018-2019, l'UCS termine troisième de la poule 1 à un point de l'US Dax et des phases finales.
Pendant la saison 2019-2020, la Fédérale 1 est interrompue fin mars 2020 à cause de la pandémie de Covid-19 en France,. L'UCS, leader de la poule 4 avec huit points d'avance sur l'US Dax, ne peut pas jouer les phases finales.

### L'ère Fabrice Landreau (2020-2023)
Le 30 mai 2020, les co-présidents du club annoncent l'arrivée de Fabrice Landreau au poste de manager général. L'ancien entraîneur des avants du Stade français et directeur sportif du FC Grenoble de 2009 à 2016 remplace Christophe Hamacek qui rejoint le Rouen NR en Pro D2.
Lors de la saison 2020-2021, l'UCS intègre le nouveau championnat de France de Nationale.
Pour la saison 2020-2021 de ce nouveau championnat de Nationale, l'UCS termine à la septième place et à la douzième pour la saison 2021-2022 en obtenant le maintien à la dernière journée.

### Fin de l'entente entre Cognac et Saint-Jean-d'Angély
A l'été 2022, des anciens du RACA décident de reprendre le club et donc de relancer une équipe senior. Cette dernière, après l'accord de la Fédération française de rugby, acte sa reprise d'activité et reprend en Régionale 3 en vue de la saison 2022-2023,. L'identité de l'Union n'est pas pour autant remaniée pour le cours de cette saison.
Il est relégué la saison suivante en Nationale 2 après avoir perdu tous ses matchs de la saison 2022-2023.
À l'issue de cette saison, le club change d'identité qu'elle recentre exclusivement sur la ville de Cognac : la structure professionnelle de l'Union sportive cognaçaise adopte le nom Cognac Rugby Charente.

## Identité du club
Le logo est composé d'un blason couleur bleu outremer sur lequel figurent l'acronyme du club UCS en blanc ainsi qu'une salamandre rouge, emblème de Cognac, posée au premier plan devant les tours de l'abbaye royale de Saint-Jean-d'Angély.

## Structures

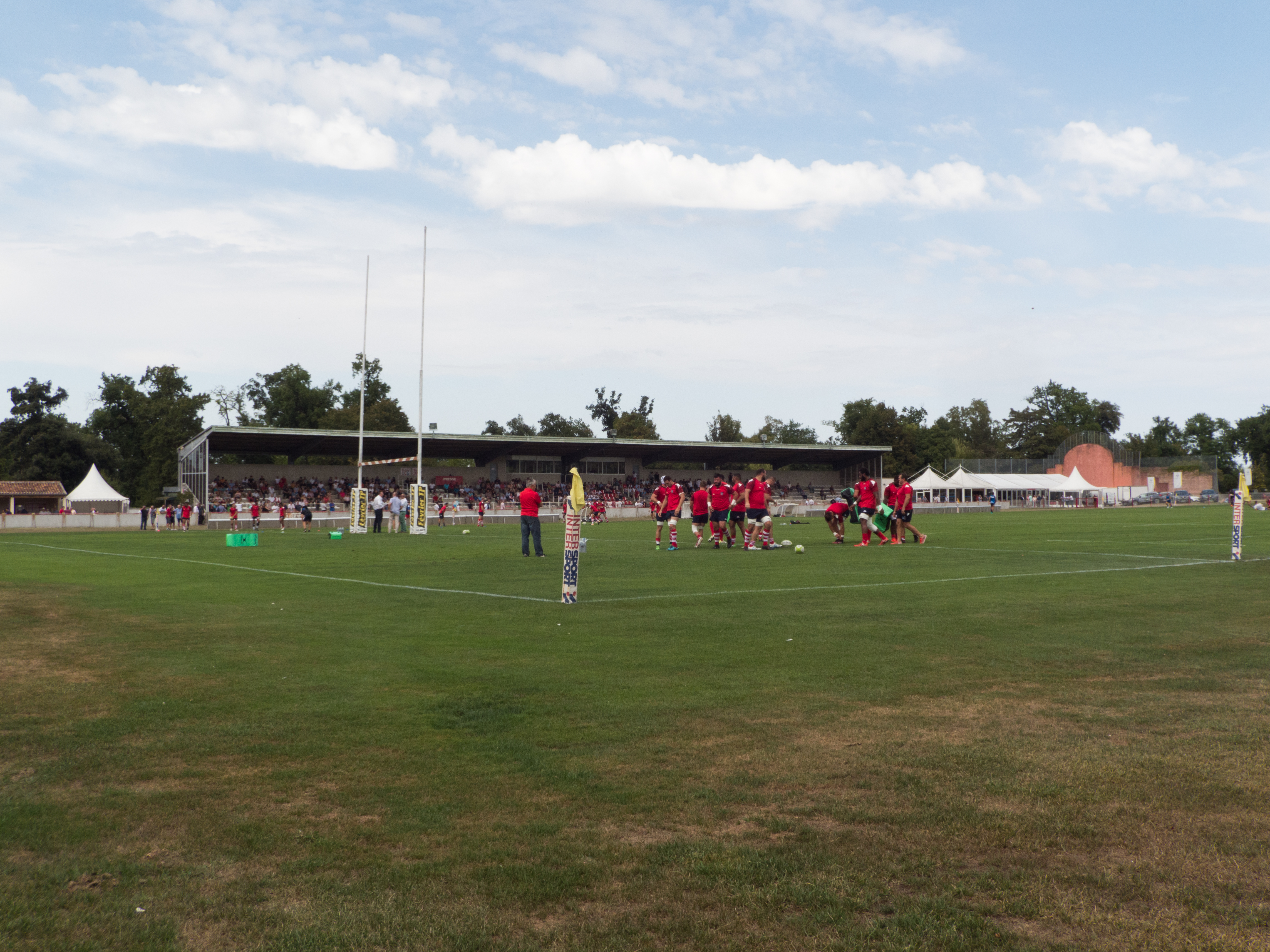
Le Parc des sports de Cognac, en 2018.

L'équipe première évolue en alternance sur les terrains du Parc des sports de Cognac et du stade municipal de Saint-Jean-d'Angély.

## Personnalités du club

### Joueurs emblématiques
- Cécilion Puleoto

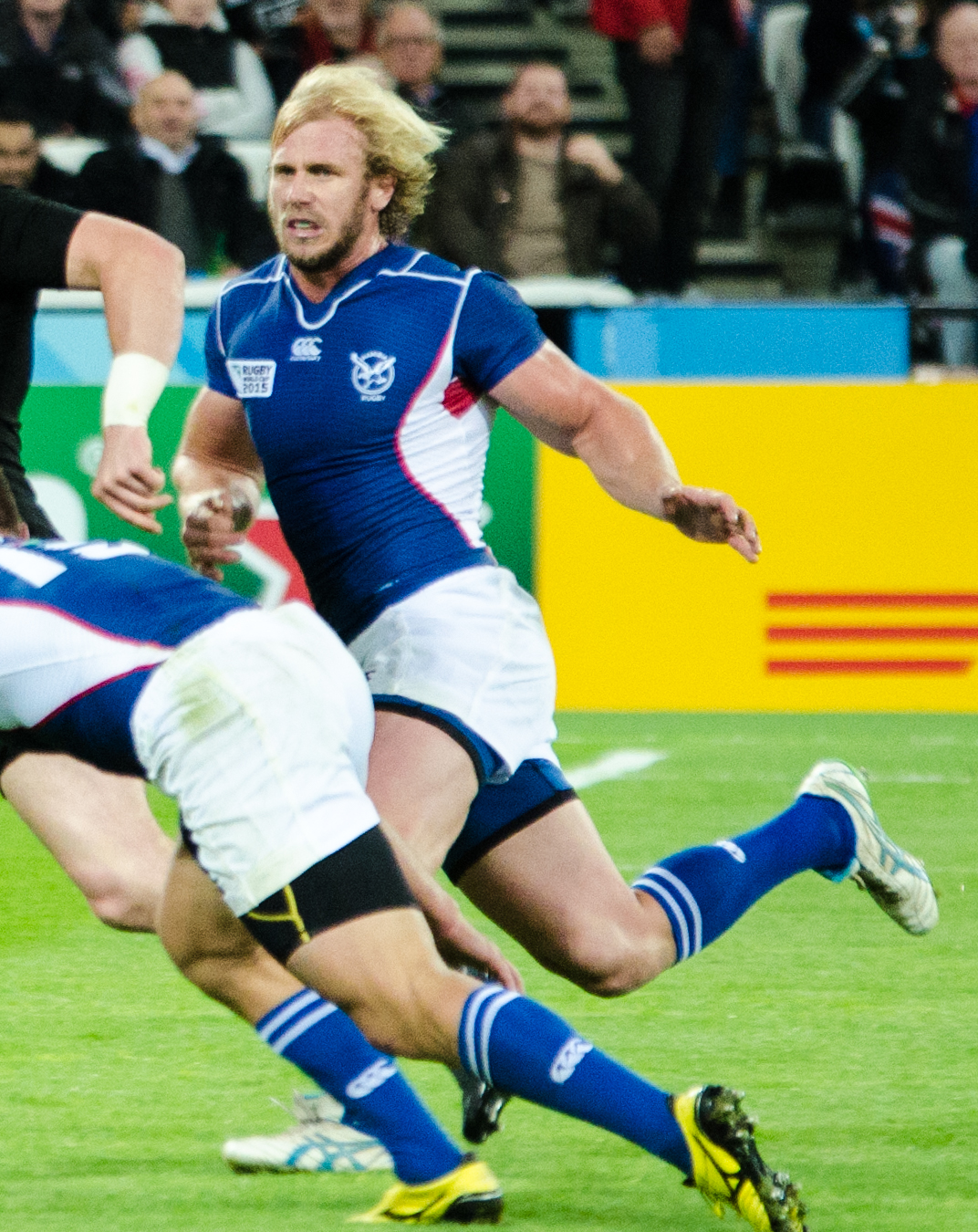
Conrad Marais
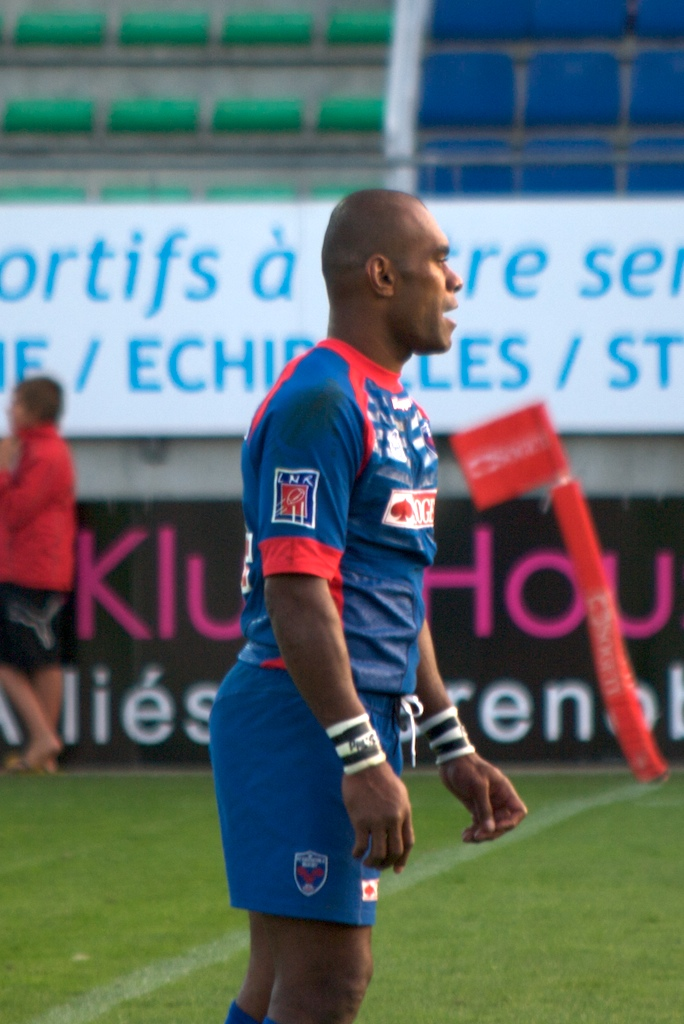
Jone Daunivucu
- Kolinio Ramoka
- Maxime Gau
- Charles Reynaert

- Conrad Marais
- Jone Daunivucu

### Présidents
- 2017-2023 :  Christophe Lacombe et  Lilian Tessandier

### Entraîneurs
- 2017 - décembre 2018 :  Christophe Hamacek (directeur sportif) et  Nicolas Cabannes (trois-quarts)
- Janvier - juin 2019 :  Christophe Hamacek (directeur sportif), Alexandre Ruiz (avants) et   Nicolas Cabannes (trois-quarts)
- 2019-2020 :  Christophe Hamacek (directeur sportif) et  Nicolas Cabannes (trois-quarts)
- 2020-2021 :  Fabrice Landreau (manager) et  Nicolas Cabannes (trois-quarts)
- 2021-2022 :  Fabrice Landreau (manager) et  Diego Giannantonio (trois-quarts)
- 2022-2023 :  Fabrice Landreau (manager) et  Jone Daunivucu (trois-quarts)

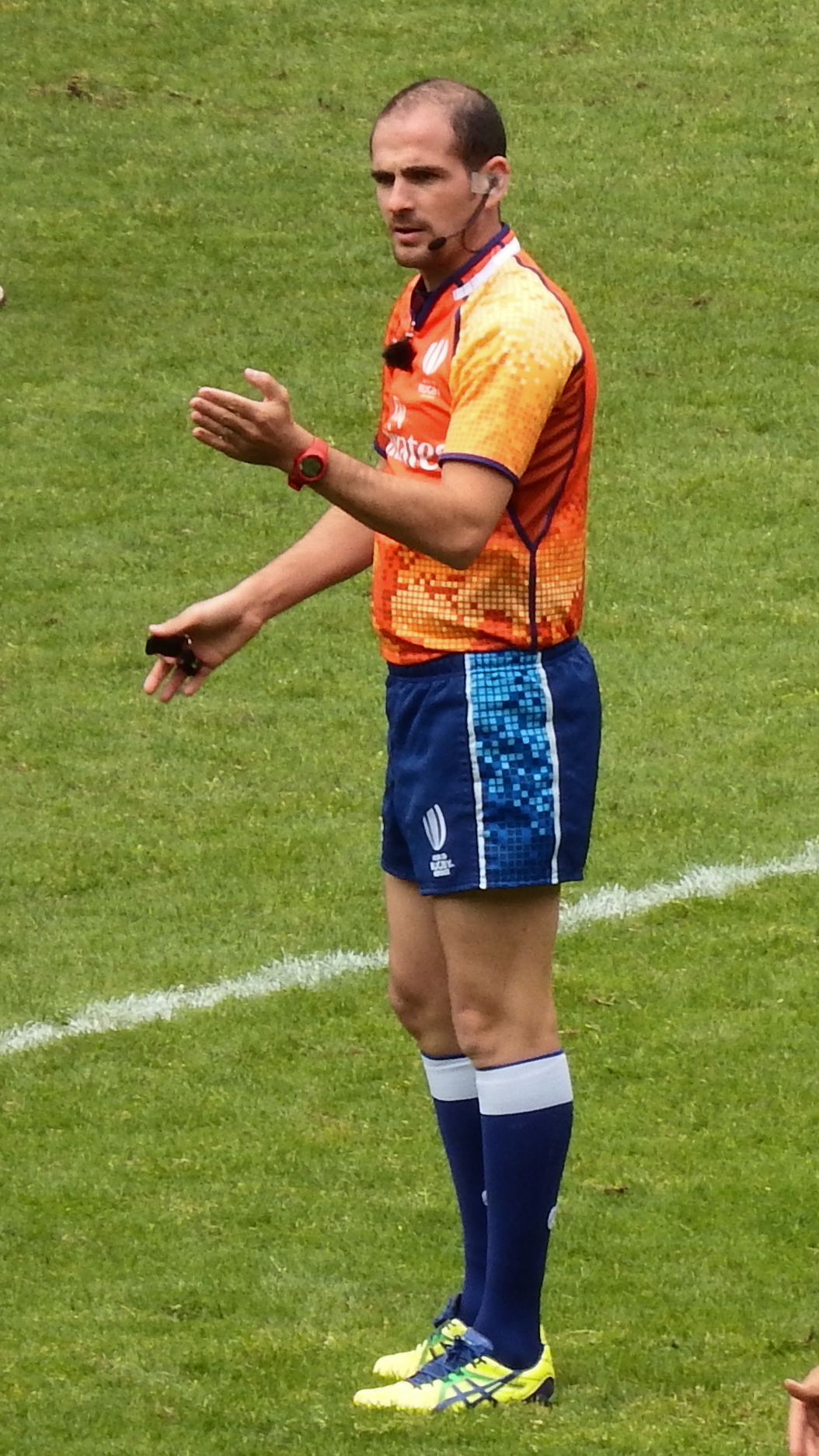
Alexandre Ruiz
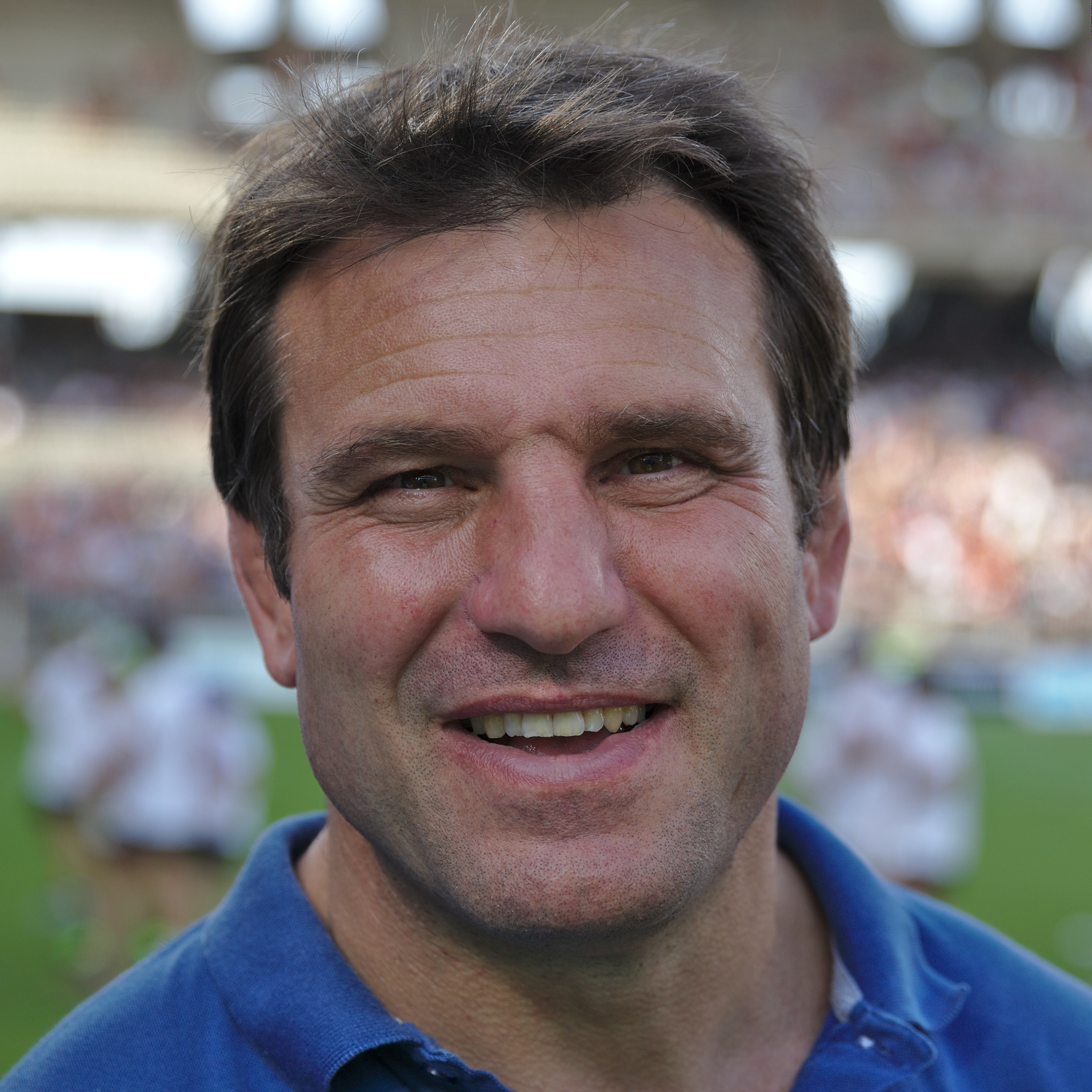
Fabrice Landreau
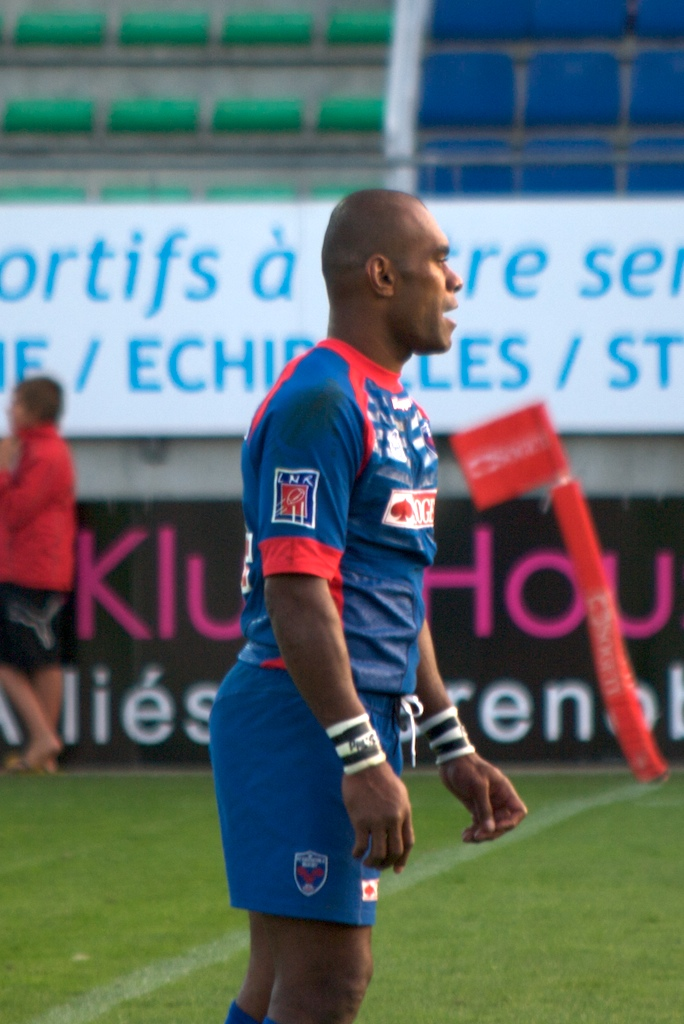
Jone Daunivucu